# Canonica (Castel Goffredo)
L'edificio della Canonica (o Palazzo Negri) è un edificio storico di Castel Goffredo, in provincia di Mantova.

## Storia e descrizione
L'edificio, risalente al XV secolo, è sede della canonica. Documenti storici fanno risalire la costituzione della parrocchia tra il 1410 e il secondo decennio del Cinquecento.
Palazzo Negri è stato acquistato dalla parrocchia di Castel Goffredo nella prima metà del secolo scorso e ha subito un intervento di ristrutturazione nella seconda metà degli anni Sessanta e nel 2016.
Contiguo al palazzo, sorge il Palazzo della Prevostura che dal 2017, dopo importanti restauri, ospita il MAST Castel Goffredo, museo della città.